# Boom Festival
O Boom Festival é um festival internacional de música e cultura no concelho de Idanha-a-Nova, distrito de Castelo Branco, em Portugal. O conceito da Bienal consiste no cruzamento de diferentes formas de arte, como música, pintura, escultura, videoarte, cinema, instalações e teatro. Na Rolling Stone Magazine como um dos Melhores Festivals do Mundo, o festival português também é considerado como o maior evento do gênero na Europa a cada dois anos.

## Conceito
É um acontecimento multidisciplinar pois cruza diversas correntes artísticas, como pintura, escultura, land art, instalações interactivas, música, video arte, galeria de artes plásticas ou graffiti. As propostas artísticas são complementadas por um vasto cartaz de conferências, workshops, tertúlias e apresentações de temas como metodologias de ciência alternativa, exobiologia, cultura visionária, culturas ancestrais, espiritualidade, gnosticismo, antropologia, psicologia da consciência, paganismo ou inteligência emocional.
O Boom afirma-se enquanto transgeracional ao ter um público que não se restringe apenas a uma camada etária. Os participantes do Boom não são apenas jovens - como é apanágio de qualquer festival de Verão - antes existe uma grande amplitude etária, de crianças, adultos e inclusive uma facção do público com mais de 50 anos. Esta diversidade é conseguida através de propostas artísticas e culturais vanguardistas que enfatizam não apenas o hedonismo como também o conhecimento.
Um dos nobres aspectos deste festival é ser intercultural. O Boom dispõe de uma vasta rede mundial de embaixadores e atrai público de todos os continentes. Isto origina um contacto entre pessoas de diversas matrizes culturais, que assim interagem rodeadas de artes e cultura podendo diminuir as diferenças e o desconhecimento de outros grupos étnicos - favorecendo o derrube de estereótipos inter-étnicos.
Uma das particularidades do Boom é a sua independência face ao sistema comercial. Com efeito, ao contrário do que acontece no mundo do entretenimento, o festival não aceita qualquer patrocínio comercial; de forma a manter o seu espaço livre de poluição visual advinda de logótipos, a ética do Boom assenta num clima de contacto com a natureza onde o público está defendido de qualquer estratégia de marketing.
Em 2004, o Boom começou a desenvolver projectos para se tornar totalmente auto-sustentável, de forma a não contaminar a natureza e educar para a consciência ecológica. Nestas práticas incluem-se o desenvolvimento de casas de banho que não usam químicos; o tratamento das águas do festival através de biotecnologias; a utilização de energias solar e eólica; a reciclagem; a organização do espaço do Boom segundo os princípios da Permacultura: e o fornecimento gratuito de kits de limpeza ao participantes (cinzeiros de bolso e sacos de lixo).
Em 2010 o festival foi convidado pela ONU a fazer parte do projecto United Nations Environmental and Music Stakeholder Initiative, que visa promover a consciência ambiental junto do grande público.
Considerado por um júri como o melhor festival da Europa na área de ambiente. O Boom Festival é o único festival português com prémios internacionais, nomeadamente na área ambiental:
- European Festival Award 2010 - Green'n'Clean Festival of the Year
- Greener Festival Award Outstanding 2008
- Greener Festival Award Outstanding 2010